# Friedrich Lindhorst
Heinrich Julius Louis Friedrich Lindhorst (* 24. November 1867 in Verden (Aller); † 30. März 1950 in Delmenhorst) war ein deutscher Tierarzt.

## Leben
Friedrich Lindhorst wurde als Sohn des Zimmereiunternehmers Heinrich Ludwig Lindhorst geboren. Er studierte seit dem Sommersemester 1886 an der Tierärztlichen Hochschule Berlin und der Tierärztlichen Hochschule Hannover. 1886 wurde er Mitglied des Corps Franconia Berlin. 1888 schloss er sich dem Corps Normannia Hannover an. Die tierärztliche Approbation erhielt er 1891 in Berlin. Anschließend war er kurzzeitig Tierarzt in Hamburg und Verden. Am 21. November 1892 ließ er sich als praktischer Tierarzt in Delmenhorst nieder. Nachdem er 1896 das Kreistierarztexamen in München bestanden hatte, wurde er im Dezember 1896 Kreistierarzt in Delmenhorst. 1906 wurde er an der Universität Bern zum Dr. med. vet. promoviert. Zu Beginn des Jahres 1916 wurde er Veterinärrat und Amtstierarzt. 1933 trat er als Veterinärrat in den Ruhestand. Seine Tierarztpraxis übergab er an seinen jüngeren Sohn Karl Lindhorst. Sein Enkel Volkmar Lindhorst  führte die Praxis von 1968 bis 2008 fort.
Friedrich Lindhorst entwickelte mehrere tierärztliche Instrumente. Zusammen mit Fritz Drahn verfasste er das Standardwerk der Tiermedizin Praktikum der tierärztlichen Geburtshilfe. Die Deutsche Tierärztliche Wochenschrift würdigte ihn mit einem Nachruf. Er war verheiratet mit Meta Meybohm.

## Auszeichnungen
- Robert-von-Ostertag-Plakette, 1938

## Schriften
- Über die geburtshilfliche Entwicklung von Kälbern, die im Verhältnis zum Raum der Geburtswege zu groß sind mit besonderer Berücksichtigung der Embryotomie, 1906
- Praktikum der tierärztlichen Geburtshilfe, 1918 (zusammen mit Fritz Drahn; Standardwerk der Tiermedizin)
- Zeitgemäße Embryotomie in der Praxis, 1944